# Lista constructorilor campioni de Formula 1
Formula 1, abreviat F1, este clasa superioară în cursele auto cu monoposturi, definită de Federația Internațională de Automobilism (FIA), organul conducător al sporturilor cu motor. Cuvântul „Formula” din denumire se referă la un set de reguli cărora toți participanții și vehiculele trebuie să se conformeze. Sezonul Campionatului Mondial de F1 constă dintr-o serie de curse, cunoscute ca Mari Premii (Grands Prix), ce se desfășoară pe circuite speciale, sau în unele cazuri pe străzi închise ale orașelor. Campionatul Mondial al Constructorilor este prezentat de FIA celui mai de succes constructor de F1 pe parcursul sezonului printr-un sistem de puncte bazat pe rezultatele individuale obținute la fiecare Mare Premiu. Punctele din Campionatul Constructorilor sunt calculate prin adăugarea punctelor marcate în fiecare cursă de către orice pilot pentru acel constructor. Din sezonul inaugural al Campionatului Mondial al Constructorilor, 1958, și până în sezonul 1978, doar pilotul cu cel mai mare punctaj din fiecare cursă pentru fiecare constructor a contribuit cu puncte la Campionatul Mondial al Constructorilor (pe atunci cunoscut oficial sub numele de Cupa Internațională pentru Constructorii de Formula 1); din sezonul 1979, punctele de la toate mașinile introduse de fiecare constructor s-au luat în calcul pentru totalul din campionat. Campionatul Constructorilor este câștigat atunci când nu mai este posibil din punct de vedere matematic ca un alt constructor să depășească totalul de puncte al altuia, indiferent de rezultatele curselor rămase, deși nu este acordat oficial decât la ceremonia de decernare a premiilor FIA care a avut loc în diferite orașe după încheierea sezonului.
Campionatul Constructorilor a fost acordat pentru prima dată drept Cupa Internațională pentru Constructorii de Formula 1, în 1958 lui Vanwall. În 1981, această denumire a fost schimbată oficial în Campionatul Mondial al Constructorilor. Din cei 170 de constructori de șasiu care au participat la un Mare Premiu de F1, un total de 15 au câștigat campionatul în cele 63 de sezoane ale sale. Ferrari deține recordul pentru cel mai mare număr de Campionate Mondiale obținut, câștigând titlul în 16 ocazii. Williams și McLaren sunt pe locul doi cu nouă campionate ale constructorilor fiecare, iar Mercedes este pe locul trei cu opt titluri. Cu 16 titluri, Ferrari a adunat cel mai mare număr de Campionate ale Constructorilor ca producător de motoare, urmat de Renault, Mercedes-Benz, Ford și Honda cu douăsprezece, unsprezece, zece, și, respectiv, șase titluri. Mercedes deține recordul de cele mai multe titluri consecutive câștigate, obținând opt între sezoanele 2014 și 2021. Toate, cu excepția celor 17 titluri (16 titluri câștigate de șasiul Ferrari construit în Italia și un titlu câștigat de șasiul Matra de construcție franceză) au fost câștigate de șasiuri care au fost proiectate și construite în Regatul Unit. În douăsprezece ocazii, campioana la constructori nu l-a avut și pe campionul la piloți din acel sezon. Dintre piloții care au contribuit cu cel puțin un singur punct la titlul de constructori, Lewis Hamilton a contribuit cel mai mult, cu opt titluri de constructori, toate pentru Mercedes.

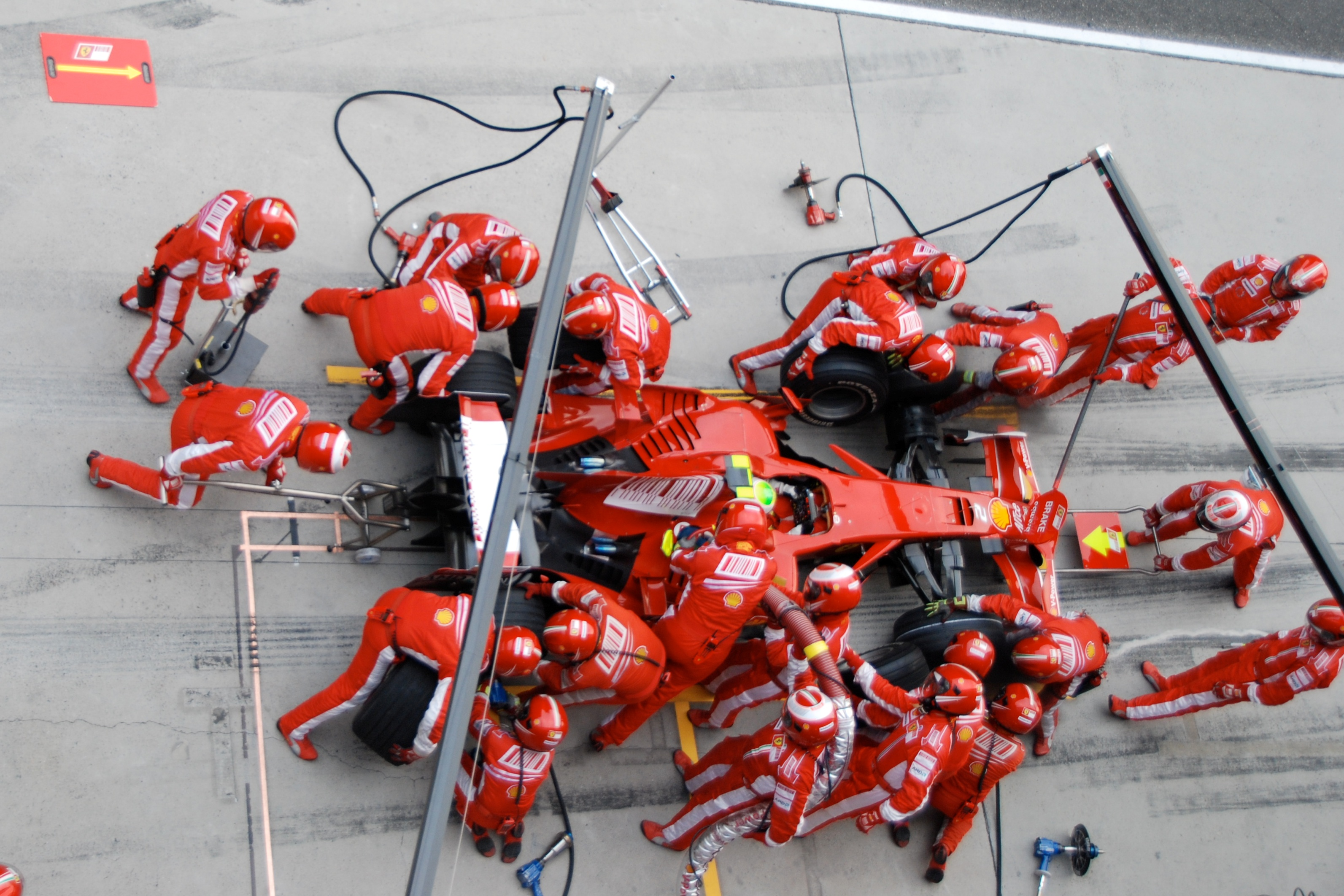
Ferrari a câștigat 16 titluri de Campioană Mondială la Constructori.
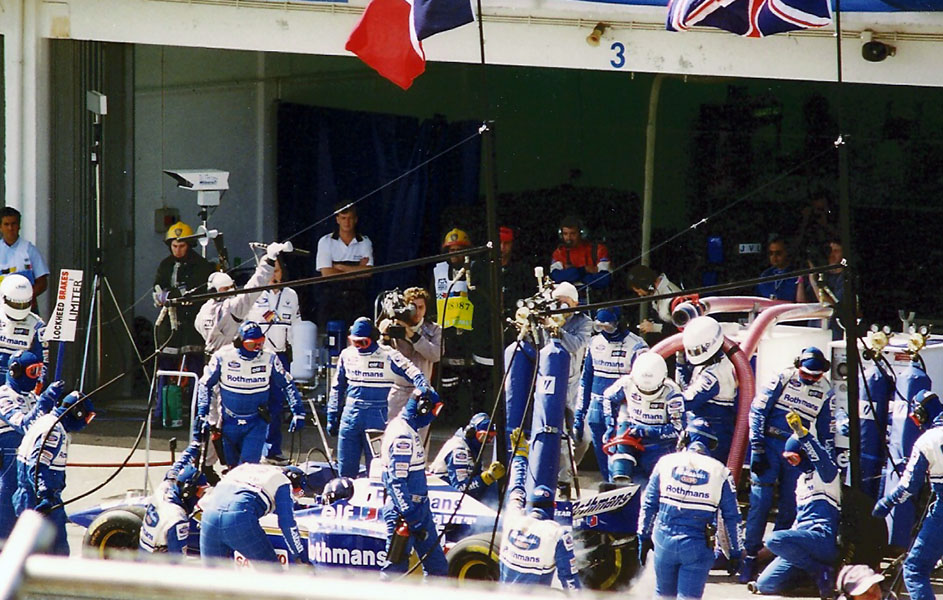
Williams a câștigat nouă titluri de Campioană Mondială, toate venind în anii 80' și 90'.
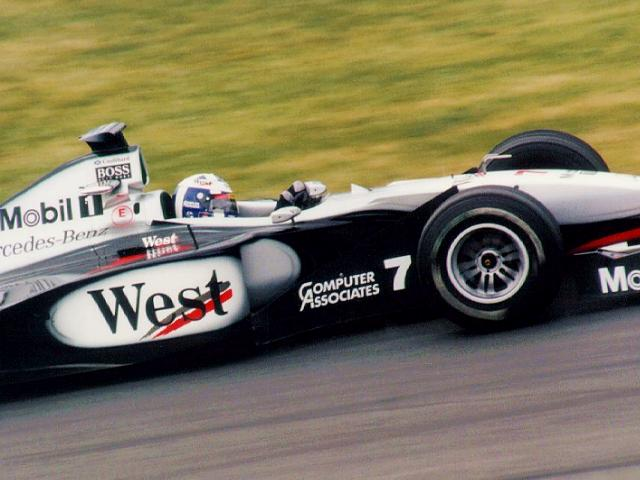
McLaren a câștigat nouă titluri de Campioană Mondială
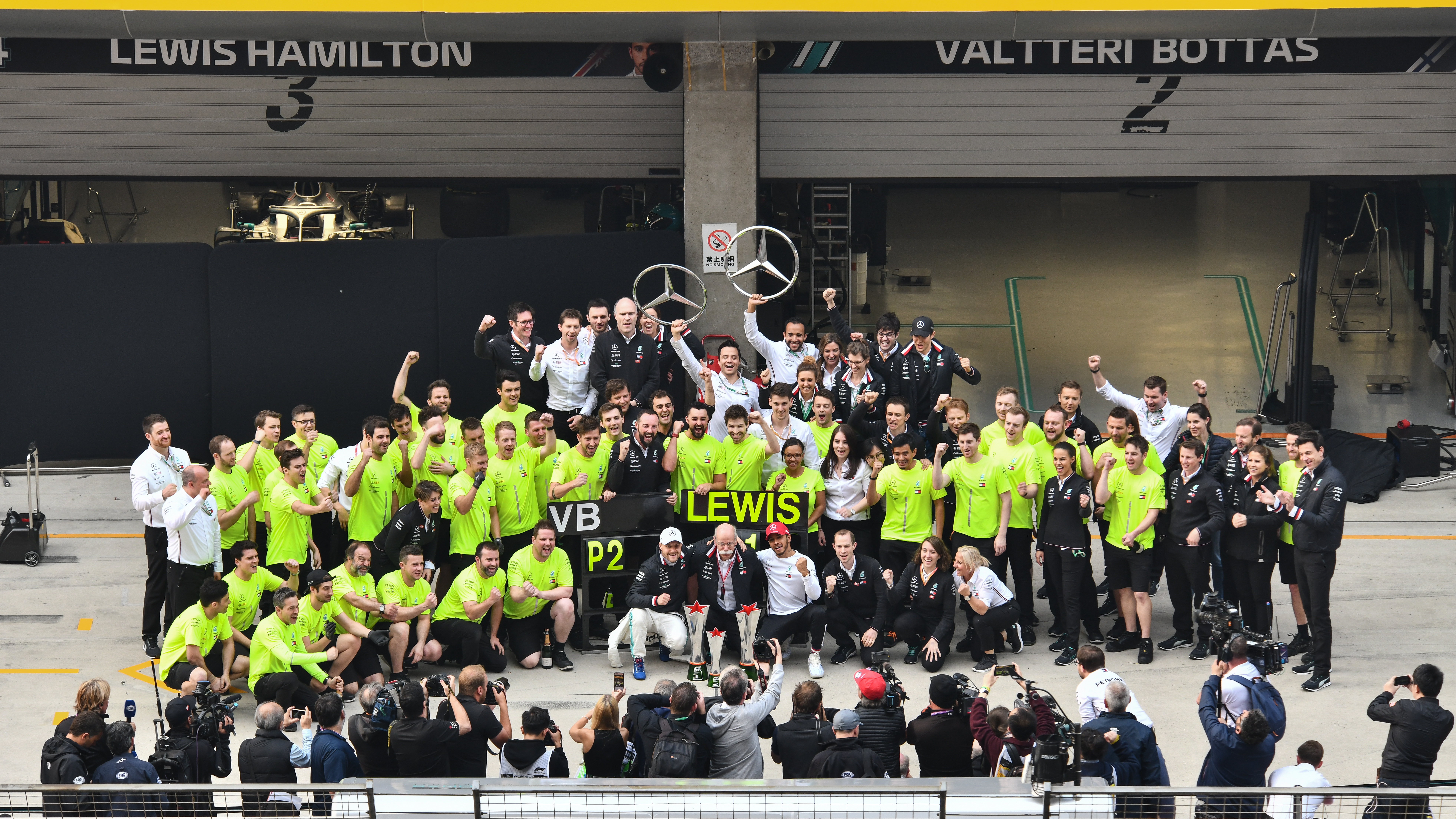
Între 2014 și 2021, Mercedes a câștigat 8 titluri consecutive la constructori.
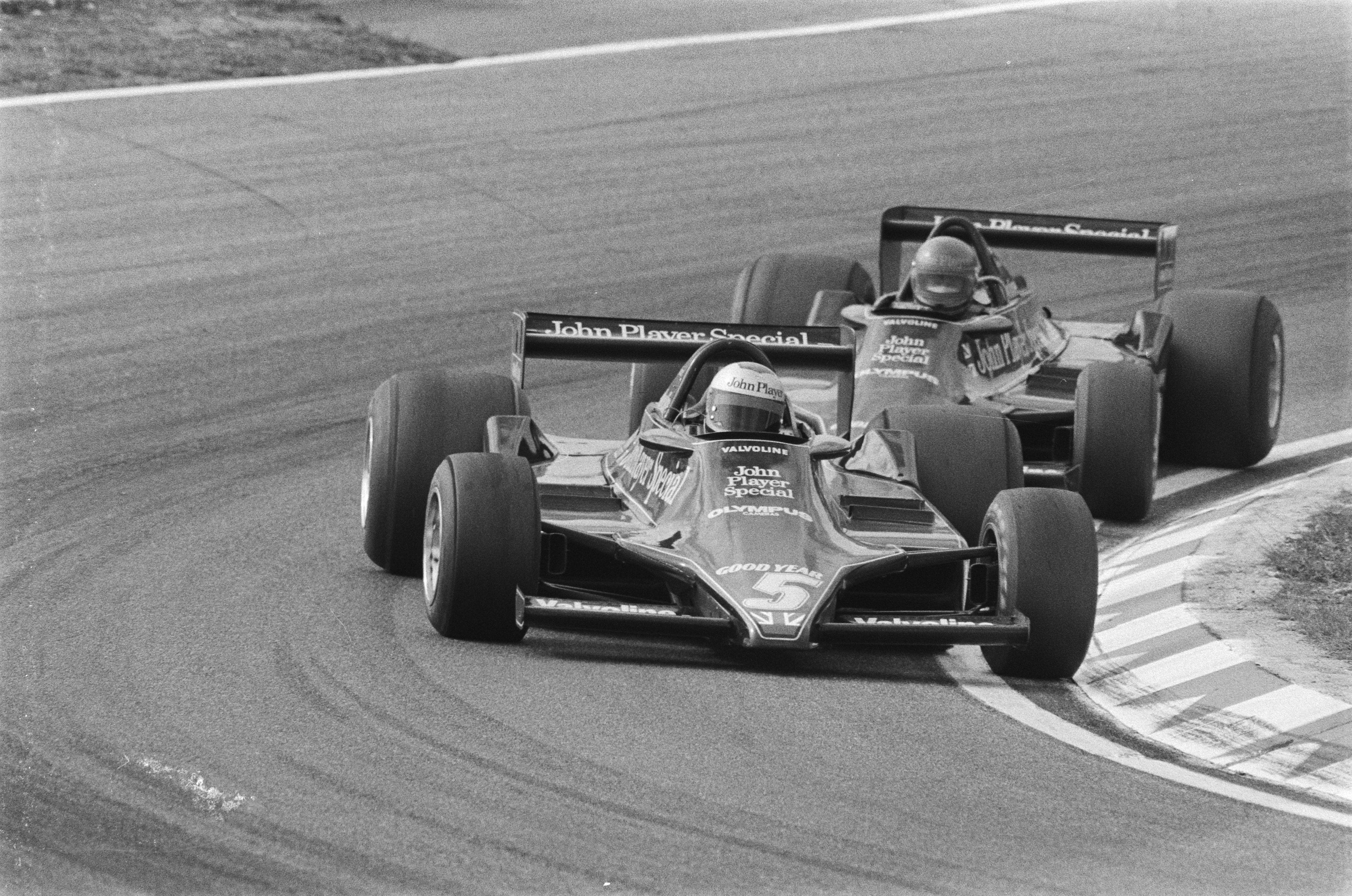
În anii 60' și 70', Lotus a câștigat șapte titluri la constructori.

## După sezon
|   | Indică faptul că Constructorul nu a inclus Campionul la Piloți                      |
| * | Indică pilotul specific al Constructorului care a câștigat și Campionatul la Piloți |

| Sezon | Constructor     | Motor      | Pneuri | Piloți                                                                                      | Pole-uri | Pole-uri | Victorii | Victorii | Podiumuri | CMRT | CMRT  | Puncte  | Puncte        | Adjudecat       | Dif. de puncte | Dif. de puncte |
| Sezon | Constructor     | Motor      | Pneuri | Piloți                                                                                      | Nr.      | %        | Nr.      | %        | Podiumuri | Nr.  | %     | Nr.     | %             | Adjudecat       | Nr.            | %              |
| ----- | --------------- | ---------- | ------ | ------------------------------------------------------------------------------------------- | -------- | -------- | -------- | -------- | --------- | ---- | ----- | ------- | ------------- | --------------- | -------------- | -------------- |
| 1958  | Vanwall         | Vanwall    | D      | Stirling Moss Tony Brooks                                                                   | 5        | 45,45    | 6        | 54,54    | 9         | 3    | 27,27 | 57 (48) | 57,58 (100)   | Cursa 10 din 11 | 8              | 16,66          |
| 1959  | Cooper          | Climax     | D      | Jack Brabham* Stirling Moss Bruce McLaren                                                   | 5        | 55,55    | 5        | 55,55    | 13        | 5    | 55,55 | 53 (40) | 65,43 (100)   | Cursa 8 din 9   | 8              | 20,00          |
| 1960  | Cooper          | Climax     | D      | Jack Brabham* Bruce McLaren                                                                 | 4        | 40,00    | 6        | 60,00    | 14        | 5    | 50,00 | 58 (48) | 60,00 (100)   | Cursa 7 din 10  | 14             | 29,17          |
| 1961  | Ferrari         | Ferrari    | D      | Phil Hill* Wolfgang von Trips                                                               | 6        | 75,00    | 5        | 62,50    | 14        | 5    | 62,50 | 52 (40) | 72,22 (88,89) | Cursa 5 din 8   | 10             | 22,22          |
| 1962  | BRM             | BRM        | D      | Graham Hill*                                                                                | 1        | 11,11    | 4        | 44,44    | 8         | 3    | 33,33 | 56 (42) | 69,14 (93,33) | Cursa 9 din 9   | 6              | 14,29          |
| 1963  | Lotus           | Climax     | D      | Jim Clark*                                                                                  | 7        | 70,00    | 7        | 70,00    | 9         | 6    | 60,00 | 74 (54) | 82,22 (100)   | Cursa 7 din 10  | 18             | 33,33          |
| 1964  | Ferrari         | Ferrari    | D      | John Surtees* Lorenzo Bandini                                                               | 2        | 20,00    | 3        | 30,00    | 10        | 2    | 20,00 | 49 (45) | 54,44 (83,33) | Cursa 10 din 10 | 3              | 6,67           |
| 1965  | Lotus           | Climax     | D      | Jim Clark*                                                                                  | 6        | 60,00    | 6        | 60,00    | 7         | 6    | 60,00 | 58 (54) | 64,44 (100)   | Cursa 7 din 10  | 9              | 16,67          |
| 1966  | Brabham         | Repco      | G      | Jack Brabham*                                                                               | 3        | 33,33    | 4        | 44,44    | 9         | 2    | 22,22 | 49 (42) | 60,50 (93,33) | Cursa 8 din 9   | 11             | 26,19          |
| 1967  | Brabham         | Repco      | G      | Denny Hulme* Jack Brabham                                                                   | 2        | 18,18    | 4        | 36,36    | 14        | 2    | 18,18 | 67 (63) | 67,78 (77,77) | Cursa 8 din 11  | 19             | 30,16          |
| 1968  | Lotus           | Ford       | F      | Graham Hill* Jo Siffert Jim Clark Jackie Oliver                                             | 5        | 41,66    | 5        | 41,66    | 9         | 5    | 41,66 | 62      | 57,40 (68,88) | Cursa 12 din 12 | 13             | 20,97          |
| 1969  | Matra           | Ford       | D      | Jackie Stewart* Jean-Pierre Beltoise                                                        | 2        | 18,18    | 6        | 54,54    | 10        | 6    | 54,54 | 66      | 66,66 (81,48) | Cursa 8 din 11  | 17             | 25,72          |
| 1970  | Lotus           | Ford       | F      | Jochen Rindt* Emerson Fittipaldi Graham Hill John Miles                                     | 3        | 23,07    | 6        | 46,51    | 7         | 1    | 7,69  | 59      | 50,42 (59,59) | Cursa 12 din 13 | 7              | 11,86          |
| 1971  | Tyrrell         | Ford       | G      | Jackie Stewart* François Cevert                                                             | 6        | 54,55    | 7        | 63,64    | 11        | 4    | 36,36 | 73      | 73,74 (90,12) | Cursa 9 din 11  | 37             | 50,68          |
| 1972  | Lotus           | Ford       | F      | Emerson Fittipaldi*                                                                         | 3        | 25,00    | 5        | 41,67    | 8         | 4    | 33,33 | 61      | 56,48 (67,78) | Cursa 10 din 12 | 10             | 19,39          |
| 1973  | Lotus           | Ford       | G      | 1. Emerson Fittipaldi 2. Ronnie Peterson                                                    | 10       | 66,67    | 7        | 46,67    | 15        | 7    | 46,67 | 96 (92) | 71,11 (78,63) | Cursa 15 din 15 | 10             | 10,87          |
| 1974  | McLaren         | Ford       | G      | 5. Emerson Fittipaldi* 6. Denny Hulme 33. Mike Hailwood (33). David Hobbs (33). Jochen Mass | 2        | 13,33    | 4        | 26,67    | 10        | 1    | 6,67  | 75 (73) | 55,56 (62,40) | Cursa 15 din 15 | 8              | 10,96          |
| 1975  | Ferrari         | Ferrari    | G      | 11. Clay Regazzoni 12. Niki Lauda*                                                          | 9        | 64,29    | 6        | 42,86    | 11        | 6    | 42,86 | 72,5    | 61,96 (67,13) | Cursa 13 din 14 | 18,5           | 25,52          |
| 1976  | Ferrari         | Ferrari    | G      | 1. Niki Lauda 2. Clay Regazzoni                                                             | 4        | 25,00    | 6        | 37,50    | 13        | 7    | 43,75 | 83      | 57,64 (65,84) | Cursa 15 din 16 | 9              | 10,84          |
| 1977  | Ferrari         | Ferrari    | G      | 11. Niki Lauda* 12. Carlos Reutemann                                                        | 2        | 11,76    | 4        | 23,53    | 16        | 3    | 17,65 | 97 (95) | 63,40 (70,37) | Cursa 14 din 17 | 33             | 34,73          |
| 1978  | Lotus           | Ford       | G      | 5. Mario Andretti* 6. Ronnie Peterson                                                       | 12       | 75,00    | 8        | 50,00    | 14        | 7    | 43,75 | 86      | 59,72 (68,25) | Cursa 13 din 16 | 28             | 32,56          |
| 1979  | Ferrari         | Ferrari    | M      | 11. Jody Scheckter* 12. Gilles Villeneuve                                                   | 2        | 13,33    | 6        | 40,00    | 13        | 6    | 40,00 | 113     | 50,22         | Cursa 13 din 15 | 38             | 33,63          |
| 1980  | Williams        | Ford       | G      | 27. Alan Jones* 28. Carlos Reutemann                                                        | 3        | 21,43    | 6        | 42,86    | 18        | 5    | 35,71 | 120     | 57,14         | Cursa 12 din 14 | 54             | 45,00          |
| 1981  | Williams        | Ford       | G      | 1. Alan Jones 2. Carlos Reutemann                                                           | 2        | 13,33    | 4        | 26,66    | 13        | 7    | 46,66 | 95      | 42,22         | Cursa 14 din 15 | 34             | 35,79          |
| 1982  | Ferrari         | Ferrari    | G      | 27. Gilles Villeneuve 28. Didier Pironi (27). Patrick Tambay (28). Mario Andretti           | 3        | 18,75    | 3        | 18,75    | 11        | 2    | 12,5  | 74      | 30,83         | Cursa 16 din 16 | 5              | 6,75           |
| 1983  | Ferrari         | Ferrari    | G      | 27. Patrick Tambay 28. René Arnoux                                                          | 8        | 53,33    | 4        | 26,66    | 12        | 3    | 20,00 | 89      | 39,55         | Cursa 15 din 15 | 10             | 11,24          |
| 1984  | McLaren         | TAG        | M      | 7. Alain Prost 8. Niki Lauda*                                                               | 3        | 18,75    | 12       | 75,00    | 18        | 8    | 50,00 | 143,5   | 61,72         | Cursa 13 din 16 | 86             | 59,93          |
| 1985  | McLaren         | TAG        | G      | 1. Niki Lauda 2. Alain Prost* (1). John Watson                                              | 2        | 12,50    | 6        | 37,50    | 12        | 6    | 37,50 | 90      | 37,50         | Cursa 16 din 16 | 8              | 8,89           |
| 1986  | Williams        | Honda      | G      | 5. Nigel Mansell 6. Nelson Piquet                                                           | 4        | 25       | 9        | 56,25    | 19        | 11   | 68,75 | 141     | 58,75         | Cursa 14 din 16 | 45             | 31,91          |
| 1987  | Williams        | Honda      | G      | 5. Nigel Mansell 6. Nelson Piquet*                                                          | 12       | 75,00    | 9        | 56,25    | 18        | 7    | 43,75 | 137     | 57,08         | Cursa 13 din 16 | 61             | 44,53          |
| 1988  | McLaren         | Honda      | G      | 11. Alain Prost 12. Ayrton Senna*                                                           | 15       | 93,75    | 15       | 93,75    | 25        | 10   | 62,50 | 199     | 82,92         | Cursa 11 din 16 | 134            | 67,34          |
| 1989  | McLaren         | Honda      | G      | 1. Ayrton Senna 2. Alain Prost*                                                             | 15       | 93,75    | 10       | 62,50    | 18        | 8    | 50,00 | 141     | 58,75         | Cursa 12 din 16 | 64             | 45,39          |
| 1990  | McLaren         | Honda      | G      | 27. Ayrton Senna* 28. Gerhard Berger                                                        | 12       | 75,00    | 6        | 37,50    | 18        | 5    | 31,25 | 121     | 50,42         | Cursa 15 din 16 | 11             | 9,10           |
| 1991  | McLaren         | Honda      | G      | 1. Ayrton Senna* 2. Gerhard Berger                                                          | 10       | 62,50    | 8        | 50,00    | 18        | 4    | 25,00 | 139     | 56,04         | Cursa 16 din 16 | 14             | 10,07          |
| 1992  | Williams        | Renault    | G      | 5. Nigel Mansell* 6. Riccardo Patrese                                                       | 15       | 93,75    | 10       | 62,50    | 21        | 11   | 68,75 | 164     | 64,06         | Cursa 12 din 16 | 65             | 39,63          |
| 1993  | Williams        | Renault    | G      | 0. Damon Hill 2. Alain Prost*                                                               | 15       | 93,75    | 10       | 62,50    | 22        | 10   | 62,50 | 168     | 65,63         | Cursa 12 din 16 | 84             | 50,00          |
| 1994  | Williams        | Renault    | G      | 0. Damon Hill 2. Ayrton Senna (2). David Coulthard (2). Nigel Mansell                       | 6        | 37,50    | 7        | 43,75    | 13        | 8    | 50,00 | 118     | 46,03         | Cursa 16 din 16 | 15             | 12,71          |
| 1995  | Benetton        | Renault    | G      | 1. Michael Schumacher* 2. Johnny Herbert                                                    | 4        | 23,53    | 11       | 64,71    | 15        | 8    | 47,06 | 137     | 50,37         | Cursa 16 din 17 | 25             | 18,25          |
| 1996  | Williams        | Renault    | G      | 5. Damon Hill* 6. Jacques Villeneuve                                                        | 12       | 75,00    | 12       | 75,00    | 21        | 11   | 68,75 | 175     | 68,36         | Cursa 12 din 16 | 105            | 60,00          |
| 1997  | Williams        | Renault    | G      | 3. Jacques Villeneuve* 4. Heinz-Harald Frentzen                                             | 10       | 58,82    | 8        | 47,06    | 15        | 9    | 52,94 | 123     | 45,22         | Cursa 16 din 17 | 21             | 17,07          |
| 1998  | McLaren         | Mercedes   | B      | 7. David Coulthard 8. Mika Häkkinen*                                                        | 12       | 75,00    | 9        | 56,25    | 20        | 9    | 56,25 | 156     | 60,94         | Cursa 16 din 16 | 23             | 14,74          |
| 1999  | Ferrari         | Ferrari    | B      | 3. Michael Schumacher 4. Eddie Irvine (3). Mika Salo                                        | 3        | 18,75    | 6        | 37,50    | 17        | 6    | 37,50 | 128     | 50,00         | Cursa 16 din 16 | 4              | 3,13           |
| 2000  | Ferrari         | Ferrari    | B      | 3. Michael Schumacher* 4. Rubens Barrichello                                                | 10       | 58,82    | 10       | 58,82    | 21        | 5    | 29,41 | 170     | 62,50         | Cursa 17 din 17 | 18             | 10,59          |
| 2001  | Ferrari         | Ferrari    | B      | 1. Michael Schumacher* 2. Rubens Barrichello                                                | 11       | 64,71    | 9        | 52,92    | 24        | 3    | 17,65 | 179     | 65,81         | Cursa 13 din 17 | 77             | 43,02          |
| 2002  | Ferrari         | Ferrari    | B      | 1. Michael Schumacher* 2. Rubens Barrichello                                                | 10       | 58,82    | 15       | 88,24    | 27        | 12   | 70,59 | 221     | 81,25         | Cursa 13 din 17 | 129            | 58,37          |
| 2003  | Ferrari         | Ferrari    | B      | 1. Michael Schumacher* 2. Rubens Barrichello                                                | 8        | 50,00    | 8        | 50,00    | 16        | 8    | 50,00 | 158     | 54,86         | Cursa 16 din 16 | 14             | 8,86           |
| 2004  | Ferrari         | Ferrari    | B      | 1. Michael Schumacher* 2. Rubens Barrichello                                                | 12       | 66,67    | 15       | 83,33    | 29        | 14   | 77,77 | 262     | 80,86         | Cursa 13 din 18 | 143            | 54,58          |
| 2005  | Renault         | Renault    | M      | 5. Fernando Alonso* 6. Giancarlo Fisichella                                                 | 7        | 36,84    | 8        | 42,11    | 18        | 3    | 15,79 | 191     | 55,85         | Cursa 19 din 19 | 9              | 4,71           |
| 2006  | Renault         | Renault    | M      | 1. Fernando Alonso* 2. Giancarlo Fisichella                                                 | 7        | 38,89    | 8        | 44,44    | 19        | 5    | 27,78 | 206     | 63,58         | Cursa 18 din 18 | 5              | 2,43           |
| 2007  | Ferrari         | Ferrari    | B      | 5. Felipe Massa 6. Kimi Räikkönen*                                                          | 11       | 64,71    | 9        | 52,94    | 22        | 11   | 64,71 | 204     | 66,67         | Cursa 14 din 17 | 103            | 50,49          |
| 2008  | Ferrari         | Ferrari    | B      | 1. Kimi Räikkönen 2. Felipe Massa                                                           | 8        | 44,44    | 8        | 44,44    | 19        | 13   | 72,22 | 172     | 53,09         | Cursa 18 din 18 | 21             | 12,21          |
| 2009  | Brawn           | Mercedes   | B      | 22. Jenson Button* 23. Rubens Barrichello                                                   | 5        | 29,41    | 8        | 47,06    | 15        | 4    | 23,53 | 172     | 57,91         | Cursa 16 din 17 | 18,5           | 10,76          |
| 2010  | RBR             | Renault    | B      | 5. Sebastian Vettel* 6. Mark Webber                                                         | 15       | 78,95    | 9        | 47,37    | 20        | 6    | 31,58 | 498     | 60,95         | Cursa 18 din 19 | 44             | 8,84           |
| 2011  | Red Bull Racing | Renault    | P      | 1. Sebastian Vettel* 2. Mark Webber                                                         | 18       | 94,77    | 12       | 63,16    | 28        | 10   | 52,63 | 650     | 79,56         | Cursa 16 din 19 | 153            | 23,54          |
| 2012  | Red Bull Racing | Renault    | P      | 1. Sebastian Vettel* 2. Mark Webber                                                         | 8        | 40,00    | 7        | 35,00    | 14        | 7    | 35,00 | 460     | 53,49         | Cursa 19 din 20 | 60             | 13,04          |
| 2013  | Red Bull Racing | Renault    | P      | 1. Sebastian Vettel* 2. Mark Webber                                                         | 11       | 57,89    | 13       | 68,42    | 24        | 12   | 63,16 | 596     | 72,95         | Cursa 16 din 19 | 236            | 39,60          |
| 2014  | Mercedes        | Mercedes   | P      | 6. Nico Rosberg 44. Lewis Hamilton*                                                         | 17       | 89,47    | 16       | 84,21    | 31        | 10   | 52,63 | 701     | 85,80         | Cursa 16 din 19 | 296            | 42,23          |
| 2015  | Mercedes        | Mercedes   | P      | 6. Nico Rosberg 44. Lewis Hamilton*                                                         | 18       | 94,74    | 16       | 84,21    | 32        | 13   | 68,42 | 703     | 86,05         | Cursa 15 din 19 | 275            | 39,12          |
| 2016  | Mercedes        | Mercedes   | P      | 6. Nico Rosberg* 44. Lewis Hamilton                                                         | 20       | 95,24    | 19       | 90,48    | 33        | 9    | 42,86 | 765     | 84,72         | Cursa 17 din 21 | 297            | 38,82          |
| 2017  | Mercedes        | Mercedes   | P      | 44. Lewis Hamilton* 77. Valtteri Bottas                                                     | 15       | 75,00    | 12       | 60,00    | 26        | 9    | 45,00 | 668     | 77,67         | Cursa 17 din 20 | 146            | 21,86          |
| 2018  | Mercedes        | Mercedes   | P      | 44. Lewis Hamilton* 77. Valtteri Bottas                                                     | 12       | 57,14    | 11       | 52,38    | 25        | 10   | 47,62 | 655     | 72,54         | Cursa 20 din 21 | 84             | 12,82          |
| 2019  | Mercedes        | Mercedes   | P      | 44. Lewis Hamilton* 77. Valtteri Bottas                                                     | 10       | 47,62    | 15       | 71,43    | 32        | 9    | 42,86 | 739     | 79,98         | Cursa 17 din 21 | 235            | 31,80          |
| 2020  | Mercedes        | Mercedes   | P      | 44. Lewis Hamilton* 77. Valtteri Bottas                                                     | 15       | 88,24    | 13       | 76,47    | 25        | 8    | 47,06 | 573     | 76,6          | Cursa 13 din 17 | 254            | 44,33          |
| 2021  | Mercedes        | Mercedes   | P      | 44. Lewis Hamilton 77. Valtteri Bottas                                                      | 9        | 40,9     | 9        | 40,9     | 28        | 10   | 45,45 | 613,5   | 63,87         | Cursa 22 din 22 | 28             | 4,56           |
| 2022  | Red Bull Racing | RBPT       | P      | 1. Max Verstappen* 11. Sergio Pérez                                                         | 8        | 36,36    | 17       | 77,27    | 28        | 8    | 36,36 | 759     | 74,93         | Cursa 19 din 22 | 205            | 27,01          |
| 2023  | Red Bull Racing | Honda RBPT | P      | 1. Max Verstappen* 11. Sergio Pérez                                                         | 14       | 63,63    | 21       | 95,45    | 30        | 10   | 45,45 | 860     | 81,28         | Cursa 17 din 22 | 451            | 52,44          |
| 2024  | McLaren         | Mercedes   | P      | 4. Lando Norris 81. Oscar Piastri                                                           | 8        | 33,33    | 6        | 25,00    | 21        | 7    | 29,17 | 666     | 58,12         | Cursa 24 din 24 | 14             | 2,10           |
| Sezon | Constructor     | Motor      | Pneuri | Piloți                                                                                      | Nr.      | %        | Nr.      | %        | Podiumuri | Nr.  | %     | Nr.     | %             | Adjudecat       | Nr.            | %              |
| Sezon | Constructor     | Motor      | Pneuri | Piloți                                                                                      | Pole-uri | Pole-uri | Victorii | Victorii | Podiumuri | CMRT | CMRT  | Puncte  | Puncte        | Adjudecat       | Dif. de puncte | Dif. de puncte |

1. 1 2  Sunt afișați doar piloții care au contribuit la totalul de puncte. Numerele mașinilor sunt indicate acolo unde pilotul și-a păstrat același număr pe parcursul sezonului (numerele piloților înlocuitori sunt afișate în paranteze).
2. 1 2  Din 1950 până în 1978, doar un anumit număr de rezultate din sezon era luat în considerare pentru campionatul la constructori. Punctele și procentajele fără paranteze reprezintă numărul total de puncte acumulat, iar în paranteze sunt punctele ce au contat pentru campionat.
3. 1 2  McLaren a acumulat prin piloții săi 218 puncte în total, dar pe lângă penalizarea de la Marele Premiu al Ungariei, constructorul și-a pierdut toate punctele și a fost exclus din Campionatul Constructorilor al acelui sezon, ca urmare a unei decizii a Consiliului Mondial al Sporturilor Auto cu privire la controversa de spionaj dinaintea Marelui Premiu al Belgiei.[15] Acest lucru a lăsat-o pe Ferrari cu o diferență de 103 puncte peste BMW Sauber, care a acumulat 101 puncte.
4. ↑  Sistemul de puncte a fost revizuit pentru sezonul 2010, ceea ce a rezultat în diferența extremă față de sezoanele precedente a punctelor totale.[16]

## După constructor
| Constructor     | Total         | Sezoane                                                                                        |
| --------------- | ------------- | ---------------------------------------------------------------------------------------------- |
| Ferrari         | 16            | 1961, 1964, 1975, 1976, 1977, 1979, 1982, 1983, 1999, 2000, 2001, 2002, 2003, 2004, 2007, 2008 |
| Williams        | 9             | 1980, 1981, 1986, 1987, 1992, 1993, 1994, 1996, 1997                                           |
| McLaren         | 9             | 1974, 1984, 1985, 1988, 1989, 1990, 1991, 1998, 2024                                           |
| Mercedes        | 8             | 2014, 2015, 2016, 2017, 2018, 2019, 2020, 2021                                                 |
| Lotus           | 7             | 1963, 1965, 1968, 1970, 1972, 1973, 1978                                                       |
| Red Bull Racing | 6             | 2010, 2011, 2012, 2013, 2022, 2023                                                             |
| Cooper          | 2             | 1959, 1960                                                                                     |
| Brabham         | 2             | 1966, 1967                                                                                     |
| Renault         | 2             | 2005, 2006                                                                                     |
| Vanwall         | 1             | 1958                                                                                           |
| BRM             | 1             | 1962                                                                                           |
| Matra           | 1             | 1969                                                                                           |
| Tyrrell         | 1             | 1971                                                                                           |
| Benetton        | 1             | 1995                                                                                           |
| Brawn           | 1             | 2009                                                                                           |
| 15 constructori | 67 de titluri | 67 de titluri                                                                                  |

## După țară
| Țara         | Titluri | Constructori | Constructori după nume (titluri)                                                                                          |
| ------------ | ------- | ------------ | --- |
| Regatul Unit | 34      | 10           | Williams (9), McLaren (9), Lotus (7), Brabham (2), Cooper (2), Vanwall (1), BRM (1), Tyrrell (1), Benetton (1), Brawn (1) |
| Italia       | 16      | 1            | Ferrari (16) |
| Germania     | 8       | 1            | Mercedes (8) |
| Austria      | 6       | 1            | Red Bull (6) |
| Franța       | 3       | 2            | Renault (2), Matra (1) |

## După motor
| Motor    | Total | Constructori                                                 |
| -------- | ----- | ------------------------------------------------------------ |
| Ferrari  | 16    | Ferrari (16)                                                 |
| Renault  | 12    | Williams (5), Red Bull (4), Renault (2), Benetton (1)        |
| Mercedes | 11    | Mercedes (8), McLaren (2), Brawn (1)                         |
| Ford     | 10    | Lotus (5), Williams (2), Matra (1), Tyrrell (1), McLaren (1) |
| Honda    | 6     | McLaren (4), Williams (2)                                    |
| Climax   | 4     | Cooper (2), Lotus (2)                                        |
| Repco    | 2     | Brabham (2)                                                  |
| TAG      | 2     | McLaren (2)                                                  |
| RBPT     | 2     | Red Bull (2)                                                 |
| Vanwall  | 1     | Vanwall (1)                                                  |
| BRM      | 1     | BRM (1)                                                      |